# Фройденбергіт
Фройденбергіт, фройденберґіт (рос. фройденбергит; англ. freudenbergite; нім. Freudenbergit m) — мінерал, складний оксид натрію і заліза.
Названий на честь німецького геолога В.Фройденберґа (W.Freudenberg), G.Frenzel, 1961.

## Опис
Хімічна формула:
- 1. За Є. К. Лазаренком: NaFe3+Ti3O7(O, OH)2.
- 2. За Г.Штрюбелем та З.Х Ціммером: NaFeTi3O8.
- 3. За «Горной энциклопедией»: Fe3+Ti3O7(O, OH)2.
- 4. За К.Фреєм та «Fleischer's Glossary» (2004): Na2(Ti, Fe)8O16.

Склад у % (з родов. Оденвальд, ФРН): Na2O — 6,90; Fe2O3 — 18,94; TiO2 — 63,62. Домішки: K2О (1,33), MgO (0,47), MnO (0,26), Al2О3 (0,47), SiO2 (2,03), Nb2О5 (2,73).
Сингонія гексагональна. Форми виділення: дрібні зерна та недосконалі таблитчасті кристали. Спайність досконала по площинах кристалів. Густина 4,38. Колір чорний. Риса бліда жовто-бура. В тонких шліфах при сильному освітленні просвічує. У відбитому світлі подібний до рутилу. Слабо анізотропний.

## Поширення
Первинний пізньомагматичний рудний мінерал лужного сієніту, збагаченого апатитом.
Супутні мінерали: апатит, гематит, санідин, егірин. Знайдений у родов. Катценбукель (ФРН).